# Isòtops de l'escandi
L'escandi (Sc) natural té un isòtop estable, l'45Sc. 13 radioisòtops, els més estables dels quals són, l' 46Sc amb un període de semidesintegració de 83.8 dies, l'47Sc amb un període de semidesintegració de 3.35 dies, i el 48Sc amb un període de semidesintegració de 43.7 hores. Tota la resta d'isòtops radioactius tenen uns períodes de semidesintegració de menys de 2 minuts. Aquest element té també 100 isòmers nuclears, sent el més estable l' 44mSc (t½ 58.6 h).
Els isòtops de l'escandi varien en pes atòmic de 40 u (40Sc) a 54 u (54Sc). El mode de desintegració primari a masses menors a les de l'únic isòtop estable, el 45Sc, és la captura d'electrons, i a masses superiors és l'emissió beta. El producte de desintegració primari en pesos atòmics inferiors al de 45Sc són els isòtops de calci i per a pesos superiors els isòtops de titani.

Massa atòmica estàndard: 44.955912(6) u

## Taula
| Símbol del núclid | Z(p)                | N(n)                | massa isotòpica(u)  | període de semidesintegració | Espín nuclear | composició isotòpics representativa (fracció molar) | rang de variació natural (fracció molar) |
| Símbol del núclid | energia d'excitació | energia d'excitació | energia d'excitació | període de semidesintegració | Espín nuclear | composició isotòpics representativa (fracció molar) | rang de variació natural (fracció molar) |
| ----------------- | ------------------- | ------------------- | ------------------- | ---------------------------- | ------------- | --------------------------------------------------- | ---------------------------------------- |
| 36Sc              | 21                  | 15                  | 36.01492(54)#       |                              |               |                                                     |                                          |
| 37Sc              | 21                  | 16                  | 37.00305(32)#       |                              | 7/2-#         |                                                     |                                          |
| 38Sc              | 21                  | 17                  | 37.99470(32)#       | <300 ns                      | (2-)#         |                                                     |                                          |
| 39Sc              | 21                  | 18                  | 38.984790(26)       | <300 ns                      | (7/2-)#       |                                                     |                                          |
| 40Sc              | 21                  | 19                  | 39.977967(3)        | 182.3(7) ms                  | 4-            |                                                     |                                          |
| 41Sc              | 21                  | 20                  | 40.96925113(24)     | 596.3(17) ms                 | 7/2-          |                                                     |                                          |
| 42Sc              | 21                  | 21                  | 41.96551643(29)     | 681.3(7) ms                  | 0+            |                                                     |                                          |
| 42mSc             | 616.28(6) keV       | 616.28(6) keV       | 616.28(6) keV       | 61.7(4) s                    | (7,5,6)+      |                                                     |                                          |
| 43Sc              | 21                  | 22                  | 42.9611507(20)      | 3.891(12) h                  | 7/2-          |                                                     |                                          |
| 43m1Sc            | 151.4(2) keV        | 151.4(2) keV        | 151.4(2) keV        | 438(7) µs                    | 3/2+          |                                                     |                                          |
| 43m2Sc            | 3123.2(3) keV       | 3123.2(3) keV       | 3123.2(3) keV       | 470(4) ns                    | (19/2)-       |                                                     |                                          |
| 44Sc              | 21                  | 23                  | 43.9594028(19)      | 3.97(4) h                    | 2+            |                                                     |                                          |
| 44m1Sc            | 67.8680(14) keV     | 67.8680(14) keV     | 67.8680(14) keV     | 154.2(8) ns                  | 1-            |                                                     |                                          |
| 44m2Sc            | 270.95(20) keV      | 270.95(20) keV      | 270.95(20) keV      | 58.61(10) h                  | 6+            |                                                     |                                          |
| 44m3Sc            | 146.224(22) keV     | 146.224(22) keV     | 146.224(22) keV     | 50.4(7) µs                   | 0-            |                                                     |                                          |
| 45Sc              | 21                  | 24                  | 44.9559119(9)       | STABLE                       | 7/2-          | 1.0000                                              |                                          |
| 45mSc             | 12.40(5) keV        | 12.40(5) keV        | 12.40(5) keV        | 318(7) ms                    | 3/2+          |                                                     |                                          |
| 46Sc              | 21                  | 25                  | 45.9551719(9)       | 83.79(4) d                   | 4+            |                                                     |                                          |
| 46m1Sc            | 52.011(1) keV       | 52.011(1) keV       | 52.011(1) keV       | 9.4(8) µs                    | 6+            |                                                     |                                          |
| 46m2Sc            | 142.528(7) keV      | 142.528(7) keV      | 142.528(7) keV      | 18.75(4) s                   | 1-            |                                                     |                                          |
| 47Sc              | 21                  | 26                  | 46.9524075(22)      | 3.3492(6) d                  | 7/2-          |                                                     |                                          |
| 47mSc             | 766.83(9) keV       | 766.83(9) keV       | 766.83(9) keV       | 272(8) ns                    | (3/2)+        |                                                     |                                          |
| 48Sc              | 21                  | 27                  | 47.952231(6)        | 43.67(9) h                   | 6+            |                                                     |                                          |
| 49Sc              | 21                  | 28                  | 48.950024(4)        | 57.2(2) min                  | 7/2-          |                                                     |                                          |
| 50Sc              | 21                  | 29                  | 49.952188(17)       | 102.5(5) s                   | 5+            |                                                     |                                          |
| 50mSc             | 256.895(10) keV     | 256.895(10) keV     | 256.895(10) keV     | 350(40) ms                   | 2+,3+         |                                                     |                                          |
| 51Sc              | 21                  | 30                  | 50.953603(22)       | 12.4(1) s                    | (7/2)-        |                                                     |                                          |
| 52Sc              | 21                  | 31                  | 51.95668(21)        | 8.2(2) s                     | 3(+)          |                                                     |                                          |
| 53Sc              | 21                  | 32                  | 52.95961(32)#       | >3 s                         | (7/2-)#       |                                                     |                                          |
| 54Sc              | 21                  | 33                  | 53.96326(40)        | 260(30) ms                   | 3+#           |                                                     |                                          |
| 54mSc             | 110(3) keV          | 110(3) keV          | 110(3) keV          | 7(5) µs                      | (5+)          |                                                     |                                          |
| 55Sc              | 21                  | 34                  | 54.96824(79)        | 0.115(15) s                  | 7/2-#         |                                                     |                                          |
| 56Sc              | 21                  | 35                  | 55.97287(75)#       | 35(5) ms                     | (1+)          |                                                     |                                          |
| 57Sc              | 21                  | 36                  | 56.97779(75)#       | 13(4) ms                     | 7/2-#         |                                                     |                                          |
| 58Sc              | 21                  | 37                  | 57.98371(86)#       | 12(5) ms                     | (3+)#         |                                                     |                                          |
| 59Sc              | 21                  | 38                  | 58.98922(97)#       | 10# ms                       | 7/2-#         |                                                     |                                          |
| 60Sc              | 21                  | 39                  | 59.99571(97)#       | 3# ms                        | 3+#           |                                                     |                                          |